# Квадратний кілометр
Квадра́тний кіломе́тр — одиниця вимірювання площі, що є квадратом із стороною в один кілометр. Квадратний кілометр складається з одного мільйона квадратних метрів або зі 100 гектарів.
Скорочене позначення квадратного кілометра — «км²» (лат. km²) або «кв. км».
Назва «кілометр квадратний» є складовою з трьох слів: метр — metro cattolico (в перекладі з італійської означає універсальна міра); кіло — множник 103 або 1000; квадратний — для позначки одиниці виміру площі (двомірного об'єкта).
Один квадратний кілометр дорівнює:
- 1 000 000 м²;
- 100 гектарів;
- 0,878 687 квадратних верст;
- 91,5298 десятин
- 0,386 102 квадратних миль;
- 247,105 381 акрів.

У свою чергу:
- 1 м² = 0,000 001 км²;
- 1 гектар = 0,01 км²;
- 1 квадратна верста = 1,138 062 км²;
- 1 десятина = 0,0109 км²;
- 1 квадратна миля = 2,589 988 км²;
- 1 акр = 0,004 047 км².